# Валаршак
Валаршак (Вагаршак) або Вагарш III (372/374 — 386) — цар Великої Вірменії у 378—386 роках.

## Життєпис
Походив з династії Аршакідів. Другий син Папа, царя Великої Вірменії, й Зармандухт, вірменської царівни. Народився між 372 та 374 роками. У 374 році було вбито його батька. Натомість римляни поставили на великовірменський трон стриєчного брата Валаршака — Вараздата. Втім, фактична влада належала спарапету Мушегу I Маміконяну.
У 378 році після вбивства Вараздата і Мушега Маміконяна за підтримки римлян новим царем став Валаршак. Його співцарем — брат Аршак III за регентства матері Зармандухт. Але фактичну владу отримав брат Мушега Маміконяна — Мануел, що став новим спарапетом.
Одружився з донькою царевича Саака з роду Багратуні. Разом з братом, регенткою та спарапетом сприяв поширенню християнства, боровся проти аріанства, зороастризму, вірменського поганства, ганебних традицій. У 386 році Валаршак помер. Одноосібним царем став Аршак III.